# Gouda's Glorie

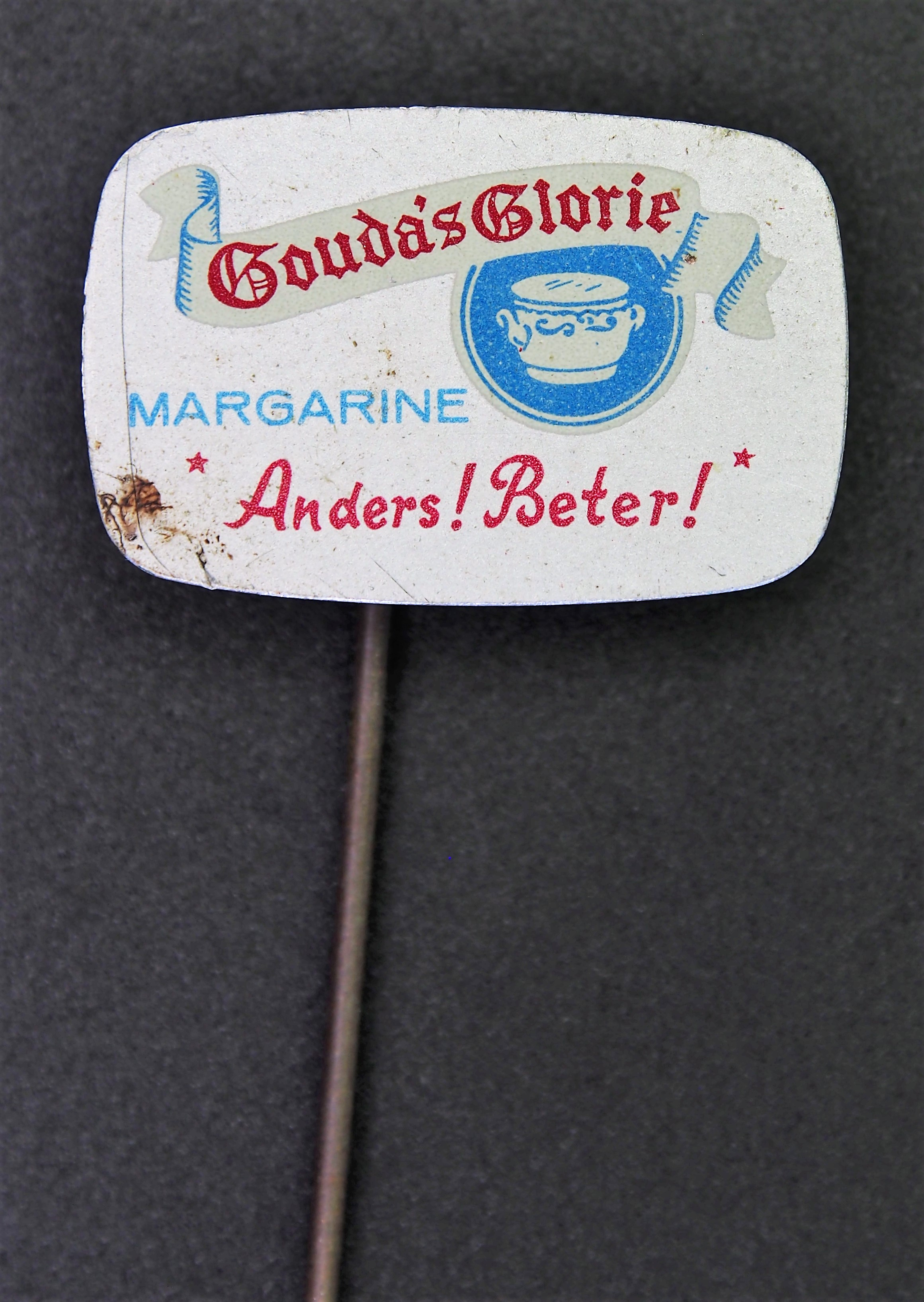
Reclamespeldje voor Gouda's Glorie margarine

Gouda's Glorie is een Nederlands merk van verschillende levensmiddelen, namelijk margarine en halvarine, frituurvet, sauzen en pindakaas. Sinds 2011 is het merk eigendom van de Nederlandse producent Remia en de Belgische producent Vandemoortele, daarvoor was het eigendom van Van Dijk Food Products. Dat bedrijf was in 1924 te Gouda als groothandel in vleeswaren, boter en kaas opgericht door de gebroeders Van Dijk. Hun handelsmerk was 'Gouda's Roem'.
Gouda's Glorie ontstond in 1946, toen Van Dijk begon met de productie van margarine onder die merknaam. Vanwege het spaarsysteem voor poppen stond het merk al snel bekend als poppenboter.
Omdat de productielocatie in Gouda al snel te klein werd volgde verhuizing naar Lopik. Daar stond zestig jaar lang de fabriek waar sauzen zoals mayonaise, fritessaus, ketchup en pindakaas werden gemaakt. Sinds 2012 komen de sauzen uit een fabriek in Den Dolder. De margarineproducten worden sinds 2004 gemaakt in Zeewolde.

## Enkele huidige en vroegere producten
- Gouda's Glorie Volle Pond
- Gouda's Glorie Zonne Pond
- Gouda's Glorie Fritessaus Halfvol
- Gouda's Glorie Sweet Onion
- Gouda's Glorie Pindakaas